# Liste der Wimbledonsieger (Juniorinnendoppel)
Diese Liste enthält alle Finalistinnen im Juniorinnendoppel bei den Wimbledon Championships. Das Event wurde 1982 das erste Mal ausgespielt.
| Jahr | Siegerinnen                                    | Finalgegnerinnen                          | Ergebnis                       |
| ---- | ---------------------------------------------- | ----------------------------------------- | ------------------------------ |
| 1982 | Penny Barg Beth Herr                           | Barbara Gerken Gretchen Rush              | 6:1, 6:4                       |
| 1983 | Patty Fendick Patricia Hy                      | Carin Anderholm Helena Olsson             | 6:1, 7:5                       |
| 1984 | Caroline Kuhlman Stephanie Rehe                | Wiktorija Milwidskaja Laryssa Sawtschenko | 6:3, 5:7, 6:4                  |
| 1985 | Louise Field Janine Thompson                   | Elna Reinach Julie Richardson             | 6:1, 6:2                       |
| 1986 | Michelle Jaggard Lisa O’Neill                  | Leila Mes’chi Natallja Swerawa            | 7:63, 6:74, 6:4                |
| 1987 | Natalija Medwedjewa Natallja Swerawa           | Kim Il-soon Paulette Moreno               | 6:2, 5:7, 6:0                  |
| 1988 | Jo-Anne Faull Rachel McQuillan                 | Alexia Dechaume Emmanuelle Derly          | 4:6, 6:2, 6:3                  |
| 1989 | Jennifer Capriati Meredith McGrath             | Andrea Strnadová Eva Švíglerová           | 6:4, 6:2                       |
| 1990 | Wendy Turnbull Virginia Wade                   | Rosie Casals Sharon Walsh-Pete            | 6:2, 6:4                       |
| 1991 | Catherine Barclay Limor Zaltz                  | Joanne Limmer Angie Woolcock              | 6:4, 6:4                       |
| 1992 | Maija Avotins Lisa McShea                      | Pam Nelson Julie Steven                   | 2:6, 6:4, 6:3                  |
| 1993 | Laurence Courtois Nancy Feber                  | Hiroko Mochizuki Yuka Yoshida             | 6:3, 6:4                       |
| 1994 | Nannie de Villiers Lizzie Jelfs                | Corina Morariu Ludmila Varmužová          | 6:3, 6:4                       |
| 1995 | Cara Black Aleksandra Olsza                    | Trudi Musgrave Jodi Richardson            | 6:0, 7:65                      |
| 1996 | Wolha Barabanschtschykawa Amélie Mauresmo      | Lilia Osterloh Samantha Reeves            | 5:7, 6:3, 6:1                  |
| 1997 | Cara Black Irina Seljutina                     | Maja Matevžič Katarina Srebotnik          | 3:6, 7:5, 6:3                  |
| 1998 | Eva Dyrberg Jelena Kostanić                    | Petra Rampre Iroda Toʻlaganova            | 6:2, 7:65                      |
| 1999 | Dája Bedáňová María Emilia Salerni             | Tetjana Perebyjnis Iroda Toʻlaganova      | 6:1, 2:6, 6:2                  |
| 2000 | Ioana Gașpar Tetjana Perebyjnis                | Dája Bedáňová María Emilia Salerni        | 7:62, 6:3                      |
| 2001 | Gisela Dulko Ashley Harkleroad                 | Christina Horiatopoulos Bethanie Mattek   | 6:3, 6:1                       |
| 2002 | Elke Clijsters Barbora Strýcová                | Ally Baker Anna-Lena Grönefeld            | 6:4, 5:7, 8:6                  |
| 2003 | Alissa Kleibanowa Sania Mirza                  | Kateřina Böhmová Michaëlla Krajicek       | 2:6, 6:3, 6:2                  |
| 2004 | Wiktoryja Asaranka Wolha Hawarzowa             | Marina Eraković Monica Niculescu          | 6:4, 3:6, 6:4                  |
| 2005 | Wiktoryja Asaranka Ágnes Szávay                | Marina Eraković Monica Niculescu          | 6:75, 6:2, 6:0                 |
| 2006 | Alissa Kleibanowa Anastassija Pawljutschenkowa | Khrystyna Antoniichuk Alexandra Dulgheru  | 6:1, 6:2                       |
| 2007 | Anastassija Pawljutschenkowa Urszula Radwańska | Misaki Doi Kurumi Nara                    | 6:4, 2:6, 10:7                 |
| 2008 | Polona Hercog Jessica Moore                    | Isabella Holland Sally Peers              | 6:3, 1:6, 6:2                  |
| 2009 | Noppawan Lertcheewakarn Sally Peers            | Kristina Mladenovic Silvia Njirić         | 6:1, 6:1                       |
| 2010 | Tímea Babos Sloane Stephens                    | Irina Chromatschowa Elina Switolina       | 6:77, 6:2, 6:2                 |
| 2011 | Eugenie Bouchard Grace Min                     | Demi Schuurs Tang Haochen                 | 5:7, 6:2, 7:5                  |
| 2012 | Eugenie Bouchard Taylor Townsend               | Belinda Bencic Ana Konjuh                 | 6:4, 6:3                       |
| 2013 | Barbora Krejčíková Kateřina Siniaková          | Anhelina Kalinina Iryna Schymanowitsch    | 6:3, 6:1                       |
| 2014 | Tami Grende Ye Qiuyu                           | Marie Bouzková Dalma Gálfi                | 6:2, 7:65                      |
| 2015 | Dalma Gálfi Fanny Stollár                      | Wera Lapko Tereza Mihalíková              | 6:3, 6:2                       |
| 2016 | Usue Maitane Arconada Claire Liu               | Mariam Bolkwadse Catherine McNally        | 6:2, 6:3                       |
| 2017 | Olga Danilović Kaja Juvan                      | Catherine McNally Whitney Osuigwe         | 6:4, 6:3                       |
| 2018 | Wang Xinyu Wang Xiyu                           | Catherine McNally Whitney Osuigwe         | 6:2, 6:1                       |
| 2019 | Savannah Broadus Abigail Forbes                | Kamilla Bartone Oxana Selechmetjewa       | 7:5, 5:7, 6:2                  |
| 2020 | ausgefallen, COVID-19-Pandemie                 | ausgefallen, COVID-19-Pandemie            | ausgefallen, COVID-19-Pandemie |
| 2021 | Kryszina Dsmitruk Diana Schneider              | Sofia Costoulas Laura Hietaranta          | 6:1, 6:2                       |
| 2022 | Rose Marie Nijkamp Angella Okutoyi             | Kayla Cross Victoria Mboko                | 3:6, 6:4, 11:9                 |
| 2023 | Alena Kovačková Laura Samsonová                | Hannah Klugman Isabelle Lacy              | 6:4, 7:5                       |
| 2024 | Tyra Caterina Grant Iva Jovic                  | Mika Stojsavljevic Mingge Xu              | 7:5, 4:6, 10:8                 |
| 2025 | Kristina Penickova Vendula Valdmannová         | Thea Frodin Julieta Pareja                | 6:4, 6:2                       |